# Peter Berg (Gartendesigner)

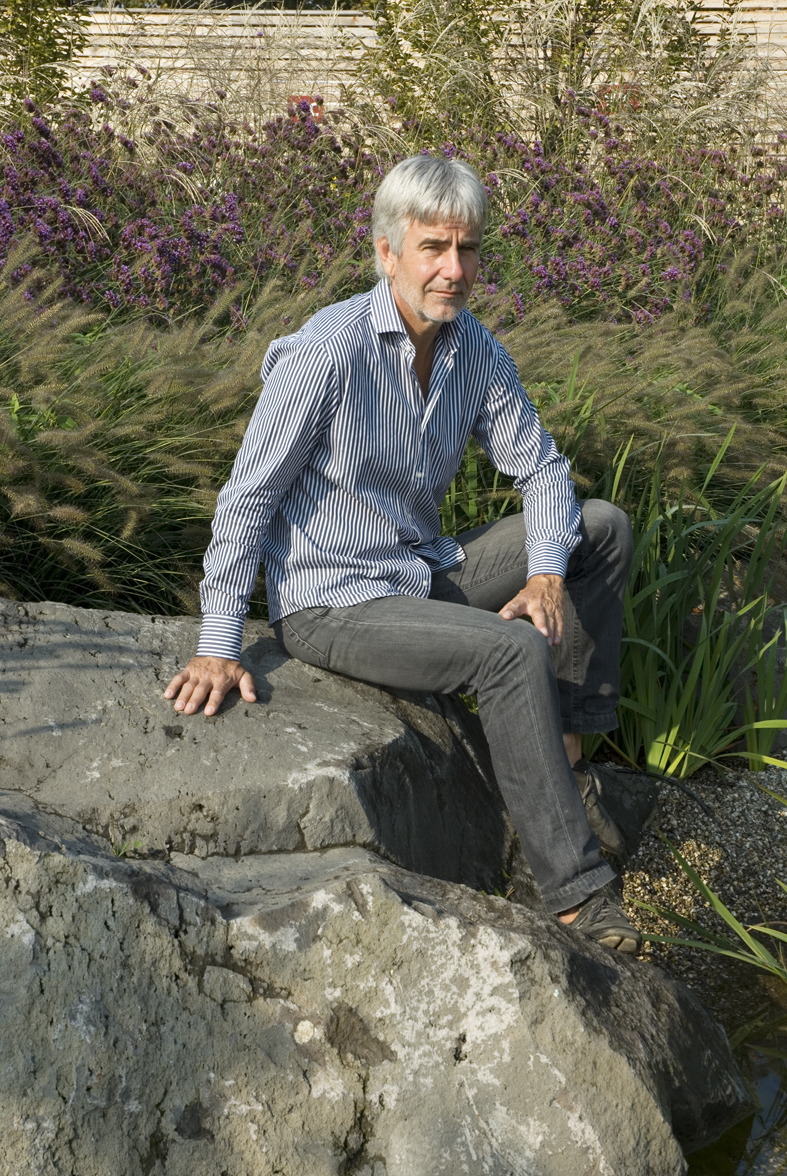
Peter Berg 2011

Peter Berg (* 24. Januar 1957 in Walporzheim) ist ein deutscher Designer des Garten- und Landschaftsbaus und Fachbuchautor aus Sinzig in Rheinland-Pfalz.

## Leben
Nach einem Vordiplom als Bauingenieur bildete Berg sich ab 1986 zum Gärtnermeister und staatlich geprüften Techniker im Garten- und Landschaftsbau weiter. Im Jahr 2000 gründete er zusammen mit Susanne Förster die Firma Garten-Landschaft Berg & Co. Nach dem Vorbild japanischer Gartenkunst realisiert er Projekte bundesweit und im benachbarten Ausland. Schwerpunkte seiner Gestaltungen sind Hanggarten, Steinsetzungen, spezielle Pflanzungen sowie Trockenmauerbau. Seit 2024 arbeitet Peter Berg mit drei weiteren Partnern bundesweit und im benachbarten Ausland für Garten- und Designliebhaber. Neben der Expertise in der Gartengestaltung ist Peter Berg Referent für Gartendesign, Nachhaltigkeit sowie Potentiale und Produktivität im Garten- und Landschaftsbau bereits seit 1997 tätig.

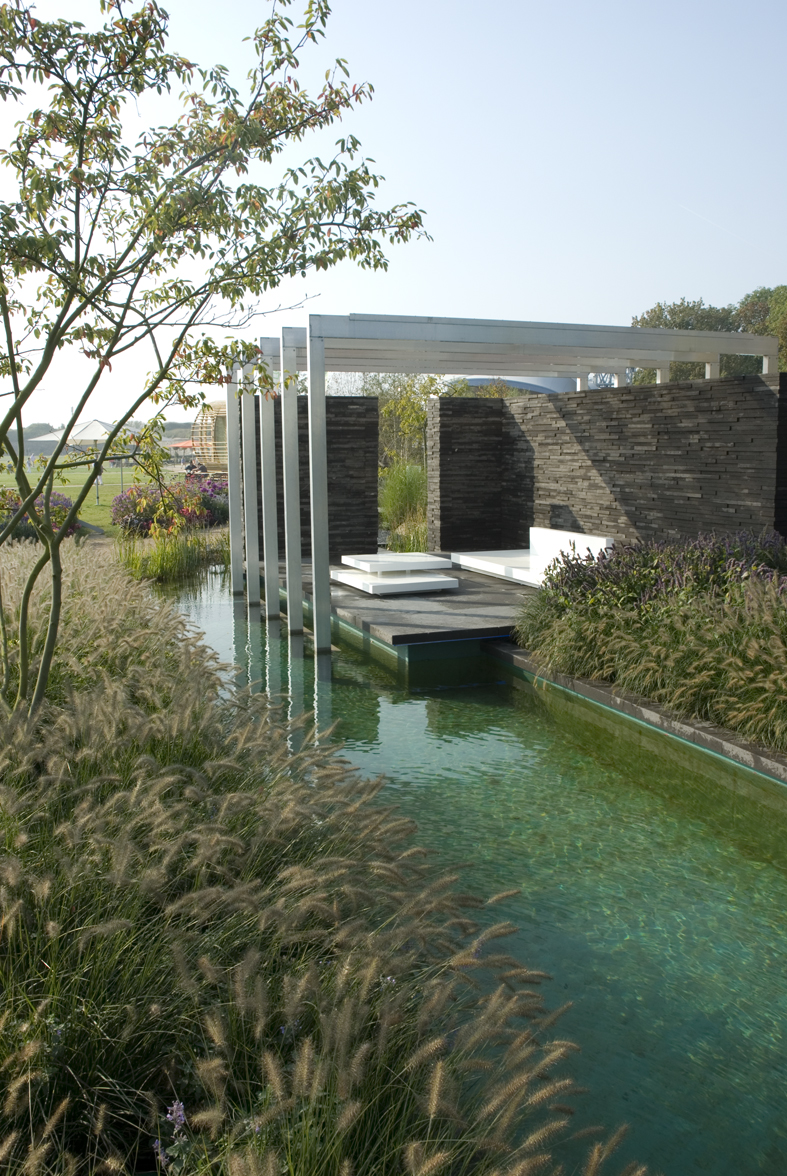
Naturstein-Gartenlounge auf der Buga

## Auszeichnungen
2024 belegte Pete Berg den 1. Platz beim Ranking der TOP 100 Planer der „Gärten des Jahres“. Bei der Zusammenarbeit von Petra Pelz und Peter Berg ist ein ganz besonderes Projekt entstanden – gemeinsam konnte sie sich den 1. Preis bei der Verleihung der „Gärten des Jahres 2021“ sichern. Für die Gestaltung der Außenanlagen der Sparkasse Ahrweiler gewann Peter Berg mit seinem Unternehmen 2014 den internationalen Trendpreis „Gewerbliches Grün“, der von der European Landscape Contractors Association (ELCA) verliehen wurde. Peter Berg ist mit dem TASPO Award der Grünen Branche als bester Garten-Designer des Jahres 2016, 2014 und 2011 ausgezeichnet worden. Zudem gestaltete er zwei Gärten auf der Bundesgartenschau 2011 in Koblenz. Seine Naturstein-Gartenlounge mit Schwimmteich befand sich auf der Festung Ehrenbreitstein. Für seine Gestaltungskünste auf der Bundesgartenschau wurde Peter Berg mit einer Goldmedaille des Bundesverbandes Garten- und Landschaftsbau ausgezeichnet. Weitere Verwendung fand sein Naturstein-Gartenlounge auf der Welt-Garten-Expo Floriade 2012 im niederländischen Venlo. 2014 wurde er mit dem internationalen Trendpreis „Bauen mit Grün“ der European Landscape Contractors Association (ELCA) für den Firmengarten der Kreissparkasse Ahrweiler ausgezeichnet. 2014 erhielt Peter Berg zum zweiten Mal den TASPO Award als bester Gartendesigner Deutschlands. 2016 wurde er zum dritten Mal mit dem „Oscar der Grünen Branche“ ausgezeichnet.

## Sport
In seiner Freizeit betreibt Berg Skilanglauf. Im Staffellauf gewann er 2006 bei der Senioren-Weltmeisterschaft in Brusson die Bronzemedaille. 2008 gewann Berg als erster Rheinländer den Deutschland-Pokal der Senioren.

## Werke
- Moderne Gartenarchitektur. Minimalistisch, formal, puristisch, Becker Joest Volk Verlag, 2011. ISBN 978-3-938100-28-8.
- Zusammen mit Petra Reidel: Naturstein im Garten. Das große Ideenbuch, Becker Joest Volk Verlag, 2012, ISBN 978-3-938100-64-6.
- Zusammen mit Petra Reidel: Moderne Gartenkonzepte. Gartengestaltung passend zur Architektur, Becker Joest Volk Verlag, 2015, ISBN 978-3-954530-70-0.
- Natur. Ästhetik. Design, DVA Verlag, 2018, ISBN 978-3-421-04107-4
- BergStyle. Garden Design inspired by Pückler, 2024 ISBN 978-3791380261